# Gouvernement Sanguinetti II
Le second gouvernement de Julio María Sanguinetti était le gouvernement de la république orientale de l'Uruguay du 1er mars 1995 au 1er mars 2000. Il succéda au gouvernement de Luis Alberto Lacalle, en fonction depuis le 1er mars 1990, et fut remplacé par le gouvernement de Jorge Batlle.

## Composition
| Ministère                                                                | Nom                     | Période   |
| ------------------------------------------------------------------------ | ----------------------- | --------- |
| Président                                                                | Julio María Sanguinetti | 1995-2000 |
| Vice-Président                                                           | Hugo Batalla            | 1995-1998 |
| Vice-Président                                                           | Hugo Fernández Faingold | 1998-2000 |
| Ministre de l'Intérieur                                                  | Didier Opertti          | 1995-1998 |
| Ministre de l'Intérieur                                                  | Luis Hierro López       | 1998      |
| Ministre de l'Intérieur                                                  | Guillermo Stirling      | 1998-2000 |
| Ministre de la Défense nationale                                         | Raúl Iturria            | 1995-1998 |
| Ministre de la Défense nationale                                         | Juan Luis Storace       | 1995-2000 |
| Ministre des Relations extérieures                                       | Álvaro Ramos            | 1995-1998 |
| Ministre des Relations extérieures                                       | Didier Opertti          | 1998-2000 |
| Ministre de l'Économie et des Finances                                   | Luis Mosca              | 1995-2000 |
| Ministre de l'Éducation et de la Culture                                 | Samuel Lichtensztejn    | 1995-1998 |
| Ministre de l'Éducation et de la Culture                                 | Yamandú Fau             | 1998-2000 |
| Ministre de la Santé publique                                            | Alfredo Solari          | 1995-1997 |
| Ministre de la Santé publique                                            | Raúl Bustos             | 1997-2000 |
| Ministre du Travail et de la Sécurité sociale                            | Ana Lía Piñeyrúa        | 1995-1999 |
| Ministre du Travail et de la Sécurité sociale                            | Luis Brezzo             | 1999-2000 |
| Ministre du Travail et de la Sécurité sociale                            | Fernando Pérez Tabó     | 2000      |
| Ministre du Logement, de l'Aménagement territorial et de l'Environnement | Juan Chiruchi           | 1995-1999 |
| Ministre du Logement, de l'Aménagement territorial et de l'Environnement | Beatriz Martínez        | 1999-2000 |
| Ministre de l'Élevage, de l'Agriculture et de la Pêche                   | Carlos Gasparri         | 1995-1998 |
| Ministre de l'Élevage, de l'Agriculture et de la Pêche                   | Sergio Chiesa           | 1998-1999 |
| Ministre de l'Élevage, de l'Agriculture et de la Pêche                   | Ignacio Zorrilla        | 1999      |
| Ministre de l'Élevage, de l'Agriculture et de la Pêche                   | Luis Brezzo             | 1999-2000 |
| Ministre de l'Élevage, de l'Agriculture et de la Pêche                   | Juan Notaro             | 2000      |
| Ministre de l'Industrie, de l'Énergie et des Mines                       | Federico Slinger        | 1995-1996 |
| Ministre de l'Industrie, de l'Énergie et des Mines                       | Julio Herrera           | 1996-2000 |
| Ministre de l'Industrie, de l'Énergie et des Mines                       | Primavera Garbarino     | 2000      |
| Ministre des Transports et des Travaux publics                           | Lucio Cáceres           | 1995-2000 |
| Ministre du Tourisme                                                     | Benito Stern            | 1995-2000 |
| Directeur du Bureau de la Planification et du Budget                     | Ariel Davrieux          | 1995-2000 |
| Secrétaire de la Présidence                                              | Elias Bluth             | 1995-2000 |
| Sous-secrétaire de la Présidence                                         | Alberto Scavarelli      | 1995-2000 |